# Cheumatopsyche incomptaria
Cheumatopsyche incomptaria is een schietmot uit de familie Hydropsychidae. De soort komt voor in het Oriëntaals gebied.
De wetenschappelijke naam voor de soort werd voor het eerst geldig gepubliceerd in 1998 door Wolfram Mey.